# Höglund Forever
Höglund Forever är Kjell Höglunds 11:e studioalbum, som släpptes 15 maj 1992 hos Atlantis.
Utöver nya sånger innehåller det även nyinspelningar av "Man vänjer sig" och "Sista valsen" (båda från Baskervilles hund) samt "Jag hör hur dom ligger med varandra i våningen ovanför" (från Undran).

## Mottagande
Höglund Forever mottog näst högsta betyg (4/5) i Göteborgsposten när den släpptes.
Recensionen i Dagens Nyheter var även den rätt positiv och skrev att albumet "alstrar en egen, svåremotståndlig charm. Kjell Höglund må ha gjort mer minnesvärda melodier tidigare, men det är snarast en bisak," ansåg recensenten. I Aftonbladet fick skivan det medelbra betyget 3/5. Tidningen IDag kallade låten "Man vänjer sig" för en "lysande pricksäker betraktelse över livets allmänna tristess."

## Låtlista
Text och musik: Kjell Höglund.
Sida A
1. "Öppen sjö" - 4:17
2. "Passage mot gryningen" - 5:00
3. "Ödets vindar" - 3:17
4. "Bitter blues" - 4:18
5. "Man vänjer sig" - 4:58
6. "En enda natt" - 4:14

Sida B
1. "Jag hör hur dom ligger med varandra i våningen ovanför" - 3:32
2. "Sista valsen" - 3:43
3. "Garbo forever" - 2:48
4. "Sympati och nostalgi" - 4:40
5. "En vanlig dag" - 3:48
6. "Håll ut!" - 4:54

## Medverkande
- Kjell Höglund - sång
- Thomas Almqvist - gitarr
- Kettil Medelius - keyboards, piano, orgel, trummor, gitarr, kör
- Mats Sundström - saxofon
- Ulf "Sanken" Sandquist - trumprogrammering, keyboards
- Christer Jansson - trummor
- Bengt Lindgren - bas, gitarr, kör
- Lalla Sandberg-Hansson - kör, röst
- Peter R. Ericson - gitarr, kör
- Hasse Larsson - bas
- Karin Wistrand - kör
- Mikael Svanberg - gitarr
- Christer Jonasson - kör
- Mats Klingström - kör
- Anders Forslund - kör
- Johnny Thunqvist - keyboards
- Eva Thimsen - kör